# Coptops ocellifer
Coptops ocellifer es una especie de escarabajo longicornio del género Coptops, tribu Mesosini, subfamilia Lamiinae. Fue descrita científicamente por Breuning en 1965.

## Descripción
Mide 11-15 milímetros de longitud.

## Distribución
Se distribuye por China y Laos.